# Université Ain Shams
 (juin 2018).
Si vous disposez d'ouvrages ou d'articles de référence ou si vous connaissez des sites web de qualité traitant du thème abordé ici, merci de compléter l'article en donnant les références utiles à sa vérifiabilité et en les liant à la section « Notes et références ».
L'université Ain Shams (arabe : جامعة عين شمس) est une université du Caire, Égypte. L'université est fondée en 1950.
Elle est classée par le U.S. News & World Report au 7e rang du classement régional 2016 des universités arabes.

## Historique
L'université Ibrahim Pasha ouvre ses portes en 1950. Elle devient l'université d’Héliopolis en 1954, puis l'université Ain Shams.

## Principaux établissements au sein de cette université
- Faculté d'agriculture
- Faculté des arts
- Faculté de commerce
- Faculté des sciences de l'information et de l'informatique
- Faculté d'éducation
- Faculté d'odontologie
- Faculté de soin infirmier
- Faculté de médecine
- Faculté de pharmacie
- Faculté des langues
- Faculté de droit
- Faculté d'ingénierie
- Faculté des sciences
- Université pour femmes
- Institut des sciences de l'environnement

## Personnalités liées à l'université

### Étudiants
- Ekmeleddin İhsanoğlu (1943), homme politique turc
- Salwa Bakr (1949), femme de lettres égyptienne
- Sameh Choukri (1952), diplomate égyptien
- Chérif Ismaïl (1955), homme politique égyptien
- Hasan M. El-Shamy (1938-), ethnologue
- Omar Touray (1965), diplomate gambien
- Ahmed Ezz, acteur

## Galerie

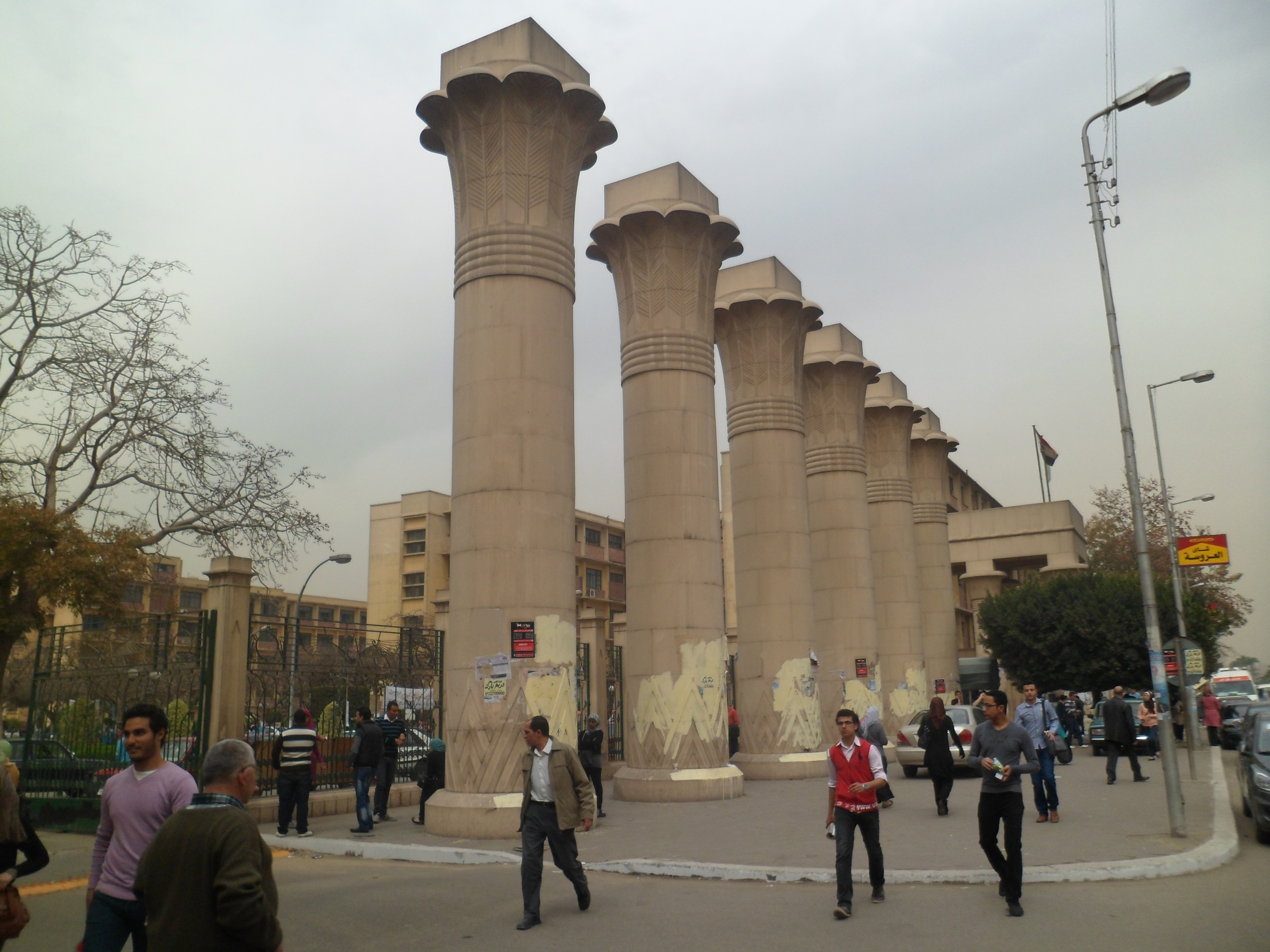
Porte principale.
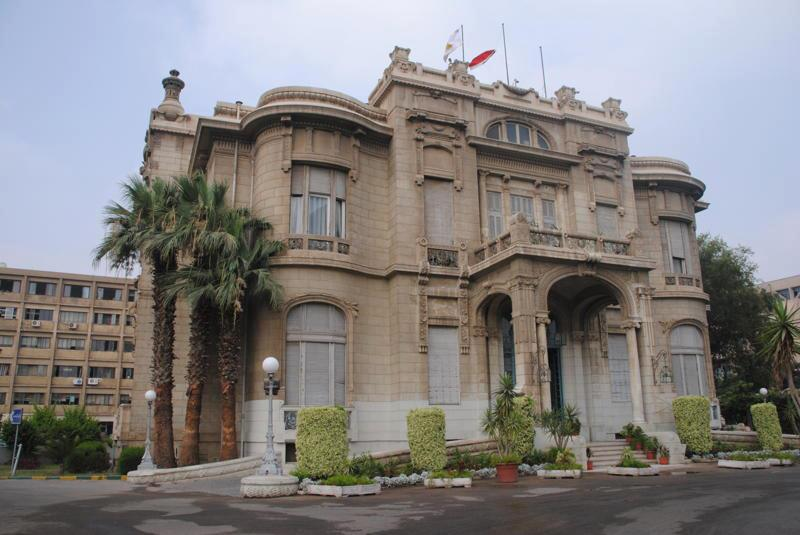
Za'farana palace, qui abrite aujourd'hui l'administration de l'université Ain Shams, conçu par l'architecte Antonio Lasciac.
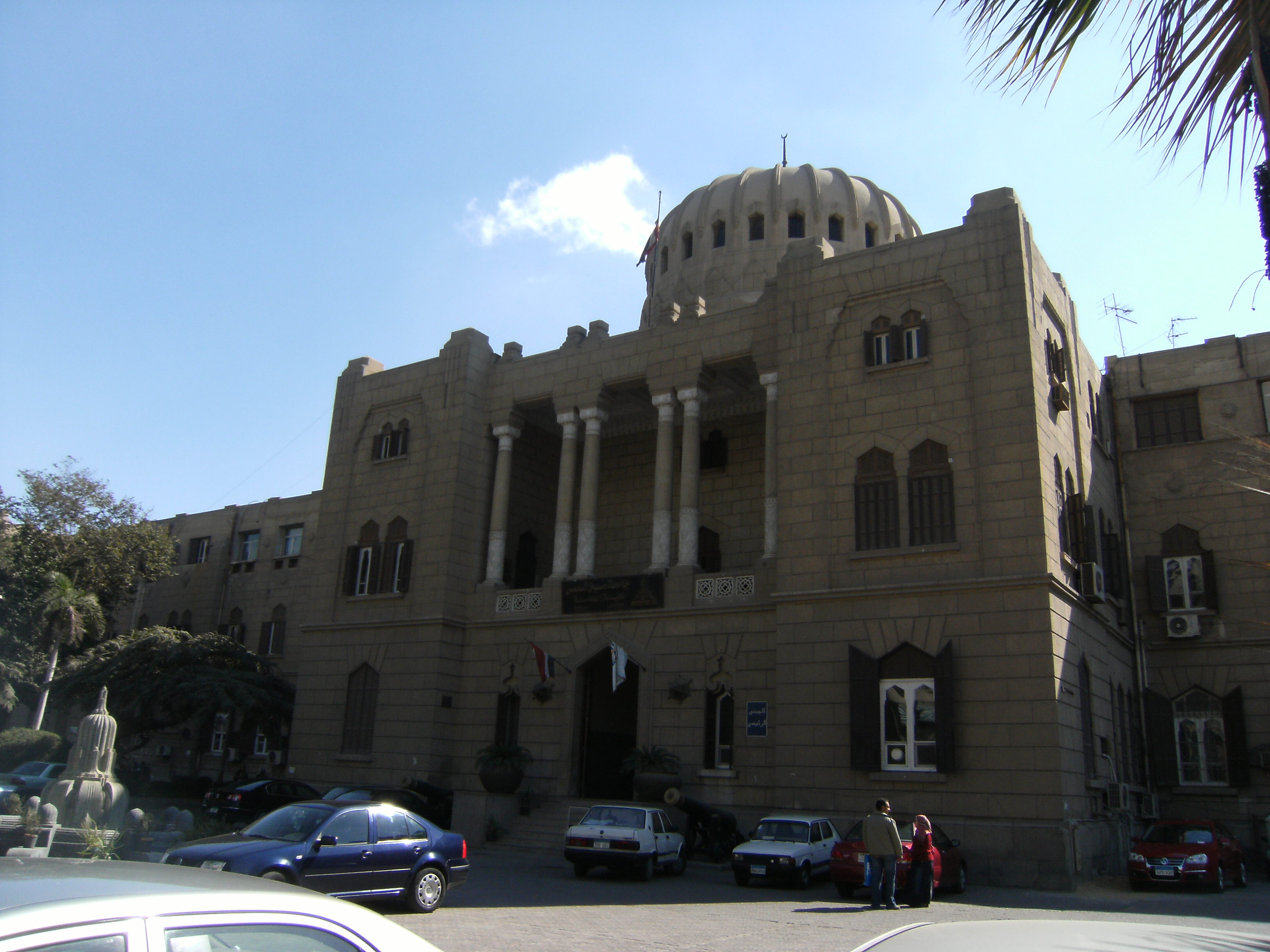
Faculté d'ingénierie.
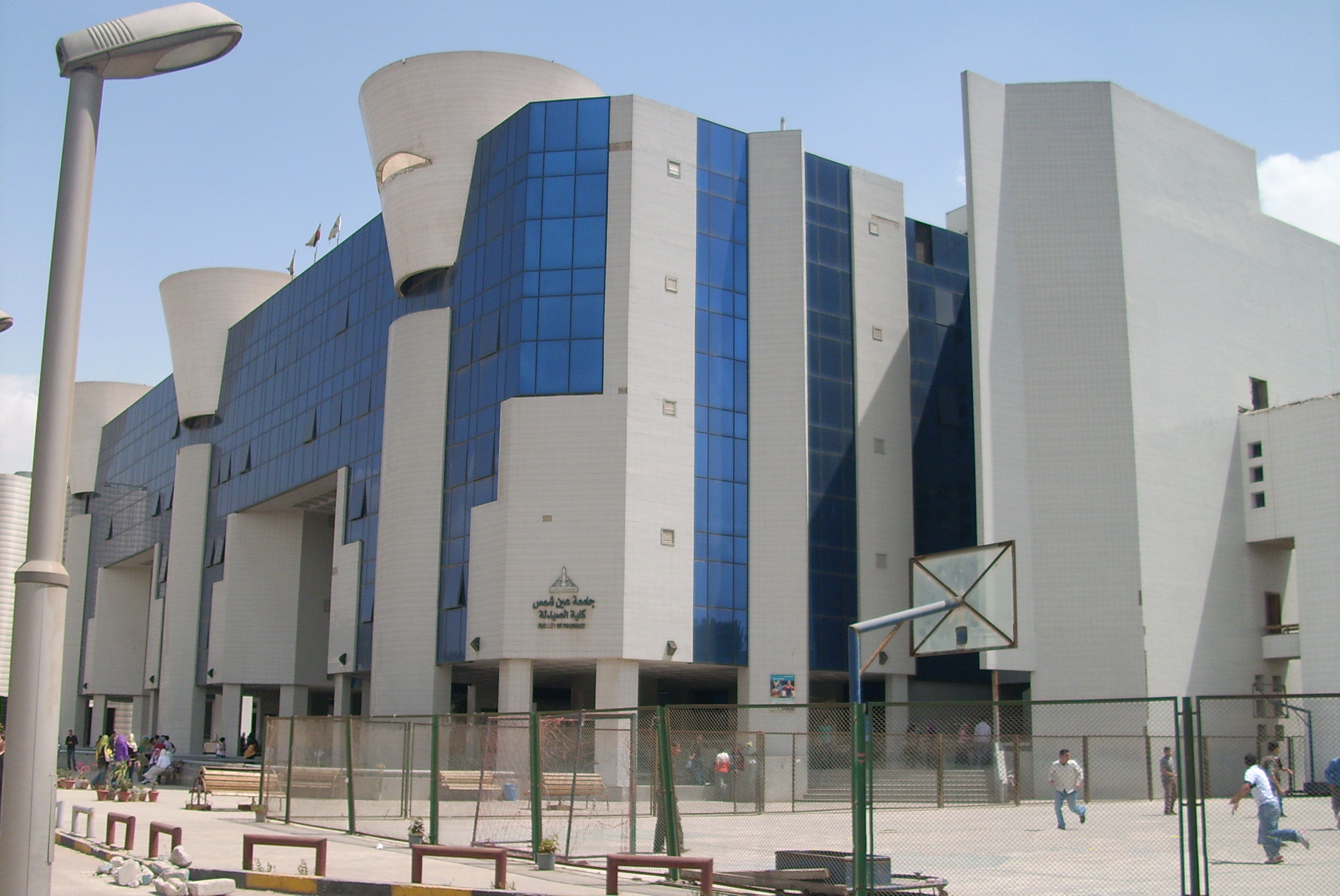
Faculté de pharmacie.